# Санакоев, Дмитрий Иванович
Дми́трий Ива́нович Санако́ев (род. 10 мая 1969, Цхинвали) — южно-осетинский и грузинский политический деятель. Председатель Правительства Южной Осетии (14 июня — декабрь 2001 года), руководитель администрации Временной административно-территориальной единицы на территории бывшей Юго-Осетинской автономной области в 2007—2022 годах.

## Биография
Родился в Цхинвали (Юго-Осетинская автономная область, Грузинская ССР, СССР). По национальности — осетин.
В 1986—1993 годах закончил Цхинвальский педагогический институт (в 1987 году был призван в ВС СССР, служил на территории Литовской ССР). По специальности — преподаватель математики и физики средней школы.
Активный участник военных действий в ходе первой грузино-осетинской войны; существуют также упоминания о его участии в войне в Абхазии.

### В правительстве непризнанной республики
В 1993 году начал работать начальником финансового отдела министерства обороны непризнанной Республики Южная Осетия (РЮО). С мая 1996 года министр РЮО по чрезвычайным ситуациям и обороне. В 1998—2001 годах также вице-премьер правительства. В июле-декабре 2001 года премьер-министр РЮО. Высказывался за реинтеграцию с Грузией.
Что наша независимость? Уже 11 лет, как её провозгласили, 9 лет, как с грузинами воевали, а не смогли ни с Северной Осетией объединиться, ни экономических благ получить. Давайте честно: без экономики Грузии нам не выжить.
В декабре 2001 года возглавляемое Санакоевым правительство Южной Осетии, согласно Конституции Южной Осетии, сложило свои полномочия в связи с выборами нового президента, которым был избран Эдуард Кокойты. После отставки Санакоев жил в Южной Осетии, затем в Северной Осетии — Алании.

### Союз национального спасения Южной Осетии
В сентябре 2006 года брат Дмитрия Санакоева Владимир основал «Союз национального спасения Южной Осетии» (впоследствии — движение «Народ Южной Осетии за мир»). В его состав вошли также Майя Чигоева-Цабошвили (глава грузино-осетинского объединения «Ибер-Ирон»), Георгий Чигоев, Теймураз Джерапов, Джемал Каркусов (бывший министр внутренних дел непризнанной РЮО), Ян Каркусов и Уразмаг Каркусов.
12 ноября 2006 года «Союз национального спасения» организовал в неподконтрольных югоосетинским властям сёлах Южной Осетии президентские выборы, в которых участвовали пять кандидатов, в основном представлявших сам Союз (это были Майя Чигоева-Цабошвили, Георгий Чигоев, Теймураз Джерагоев, Тамара Чараева и Дмитрий Санакоев). Санакоев получил около 80 % голосов.
Курс будущего правительства уже определён народом, избравшим нас. Я рад, что избиратели, в том числе и грузинская часть населения Южной Осетии, таким образом, участвовали в определении будущего государственного устройства Южной Осетии. Это в первую очередь установление мира в зоне конфликта. Именно с этого мы и начнём разговор с властями Грузии, а также с представителями мирового сообщества, в том числе России.
Инаугурация прошла в южноосетинском этнически-грузинском селе Курта 1 декабря 2006 года. Санакоев принёс клятву на действующей конституции Южной Осетии, в которой записано, что Южная Осетия является независимым государством, произнеся её на грузинском и осетинском языках. В частности, он пообещал «служить интересам осетинского народа и установлению мира между грузинами и осетинами». Официально Грузия не признала выборы и инаугурацию. По поводу этого мероприятия Марина Перевозкина в журнале «Профиль» утверждала: «лидер осетинского землячества Грузии, который был членом „альтернативного“ ЦИК, „избравшего“ Южной Осетии „альтернативного“ президента Санакоева, не скрывал в беседе со мной, что его вынудили принять участие в этом мероприятии сотрудники Министерства полиции и общественной безопасности, продержавшие его у себя пять часов».

### Руководитель администрации Временной административно-территориальной единицы на территории бывшей Юго-Осетинской автономной области (2007—2022)
Указом президента Грузии Михаила Саакашвили от 10 мая 2007 года в Грузии была создана временная административно-территориальная единица на территории бывшей Юго-Осетинской автономной области, Дмитрий Санакоев был назначен руководителем её администрации (неофициально — администрации Южной Осетии).
Бывший министр обороны Грузии Ираклий Окруашвили назвал Санакоева «карикатурной персоной» и «абсолютно неавторитетным среди осетинского народа», считая его появление в политике единственным результатом попыток Михаила Саакашвили «объединения страны».
После войны в августе 2008 года Санакоев переехал на территорию Грузии.
В сентябре 2009 года принимал участие в переговорах о безопасности Закавказского региона в Женеве в составе грузинской делегации, в ноябре встречался с белорусскими парламентариями.
11 октября 2022 года Дмитрий Санакоев сложил с себя полномочия руководителя администрации Временной административно-территориальной единицы на территории бывшей Юго-Осетинской автономной области.

## Покушения
3 июля 2008 года на Дмитрия Санакоева было совершено покушение: по пути из Курта в Батуми для участия в международной конференции машина его кортежа подорвалась на мине. Были тяжело ранены трое охранников Санакоева, он сам не пострадал.
20 декабря 2008 года информационное агентство REGNUM заявило об убийстве Санакоева. 21 декабря МВД Грузии опровергло эту информацию.